# 狐踪谍影
《狐踪谍影》（英語：Fox Hunting）是中国大陆谍战片，改编自王建幸的同名小说《狐踪谍影》，导演是孙树培，主演是黄圣依、徐佳。

## 演出
- 黄圣依 出演 孟雨
- 徐佳 出演 肖剑
- 曾志伟 出演 莫泰
- 谢九儿 出演 程艳
- 郭艳 出演 苏娜
- 余男 出演 何大使
- 维他亚·潘斯林加姆 出演 杰布
- 李子雄 出演 苏东和
- 姿娜 出演 玛利亚
- 安琥 出演 王总
- 郑中玉 出演 宇航
- 温海波 出演 老刘
- 韩松林 出演 乌康
- 张鹏 出演 老秦
- 大海 出演 胖杰克
- 刘亦彤 出演 小菲
- 张婉儿 出演 小蝶
- 郭振迦 出演 孟超
- 李斌 出演 小王
- 王子嫣 出演 女员工

## 曲目
| 曲序 | 曲目               |      | 作曲 | 歌手 |
| ---- | ------------------ | ---- | ---- | ---- |
| 1.   | 《狐踪谍影》       | 安琥 | 安琥 | 安琥 |
| 2.   | 《我以为你会等我》 | 安琥 | 安琥 | 安琥 |

## 制作
2018年6月11日，《狐踪谍影》在云南省西双版纳傣族自治州开机拍摄，同年8月杀青。

## 外部连接
- 豆瓣电影上《狐踪谍影》的資料 （简体中文）
- 时光网上《狐踪谍影》的資料（简体中文）
- 互联网电影数据库（IMDb）上《狐踪谍影》的资料（英文）